# 水津一朗
水津 一朗（すいづ いちろう、1923年1月1日 - 1996年4月8日）は、日本の地理学者。人文地理学を専攻。伝統的地理学と計量革命後の計量地理学の止揚を目指し、「位相地理学」を提唱した。学位は、文学博士（京都大学・論文博士・1971年）。京都大学名誉教授。奈良大学元学長。

## 経歴・人物
1923年山口県山口市生まれ。山口県立山口中学校（山口県立山口高等学校の前身）、旧制山口高等学校（現・山口大学）文科甲類卒業、1942年10月に京都帝国大学文学部史学科に進学するも、学徒出陣により兵役に従う。後に復員、復学。1946年9月に同大学を卒業。その後は特別研究生として大学院に進学。
1952年大阪市立大学講師、同大学助教授を経て、1959年に京都大学文学部助教授に就任（1966年から1967年まで、在外研究でヨーロッパに赴き、ドイツ、スウェーデンに滞在）。1971年3月、「社会集団の生活空間 : その社会地理学的研究」で京都大学より文学博士の学位を取得。1971年11月、同大学教授。
当初、京都大学内に事務局を置いていた人文地理学会では、1976年-1980年、会長を2期務め、その後、再任。1984年-1986年同会長。1981年〜1983年、同大学文学部長。1985年-1991年日本学術会議会員（2期）。
1986年に同大学を定年退官、名誉教授となる。奈良大学教授に就任。1988年〜1994年、同大学学長を務めた。

## 晩年
京都大学に勤務していた時期以来、永く京都府宇治市に住んでいた。奈良大学学長退任後は、他のすべての公職から退いた上で、砺波散村地域研究所所長となった。1996年4月8日、京都府城陽市の病院で死去。没後に、従三位、勲二等瑞宝章が追贈された。

## 書籍

### 単著
- 『社会地理学の基本問題 地域科学への試論』大明堂、1964
- 『社会集団の生活空間 その社会地理学的研究』大明堂、1969
- 『石の文化・木の文化 ヨーロッパ文化の地理学』古今書院、1969
- 『地域の論理 世界と国家と地方』古今書院、1972
- 『リージョナル・ブックス5: ヨーロッパ文化の地理学』古今書院、1973
- 『近代地理学の開拓者たち ドイツのばあい』地人書房、1974
  - のち改題：近代地理学の開拓者たち、1984
- 『ヨーロッパ村落研究』地人書房、1976
- 『地域の構造 行動空間の表層と深層』大明堂、1982
- 『景観の深層』地人書房、1987
- 『甦る地理の思想』地人書房、1995

### 共編著
- 『村落社会地理』（人文地理ゼミナール）：喜多村俊夫、榑松静江共著、大明堂、1957